# Orinomana
Genre
Synonymes
- Orinomus Chamberlin 1916 nec Attems 1895

Orinomana est un genre d'araignées aranéomorphes de la famille des Uloboridae.

## Distribution
Les espèces de ce genre se rencontrent en Amérique du Sud.

## Liste des espèces
Selon World Spider Catalog (version 16.5, 3/12/2015) :
- Orinomana ascha Grismado, 2000
- Orinomana bituberculata (Keyserling, 1881)
- Orinomana florezi Grismado & Rubio, 2015
- Orinomana galianoae Grismado, 2000
- Orinomana mana Opell, 1979
- Orinomana penelope Grismado & Rubio, 2015
- Orinomana viracocha Grismado & Rubio, 2015

## Publications originales
- Strand, 1934 : Miscellanea nomenclatorica zoologica et palaeontolgica, VI. Folia Zoologica et Hydrobiologica, vol. 6, p. 271-277.
- Chamberlin, 1916 : Results of the Yale Peruvian Expedition of 1911. The Arachnida. Bulletin of the Museum of Comparative Zoology, vol. 60, p. 177-299 (texte intégral).